# Ch'oe Yun
Choe Yun ou Ch'oe Yun (en hangeul : 최윤), née le 3 juillet 1953 à Séoul en Corée du Sud, est une auteure sud-coréenne et professeure de littérature française. 

## Biographie
Choe est née à Séoul le 3 juillet 1953 et a obtenu un doctorat à l'université Sogang. En 1978, après son diplôme de l'université Sogang, Choe Yun se rend en France, où elle obtient un doctorat à l'université de Provence à Aix-en-Provence. Elle réalise ses débuts littéraires relativement sur le  tard, à l'âge de 40 ans, avec son récit Là-bas, sans bruit tombe un pétale  (Jeogi hanjeom kkonnipi jigo).  Après ses débuts, Choe a rapidement été reconnue comme l'une des auteures les plus importantes de la littérature moderne en Corée.

## Œuvre
Son écriture se concentre sur l'impact psychologique des événements politiques et historiques en Corée du Sud, y compris le massacre de Gwangju (1980) et la dictature de Park Chung-hee (1961-1979), avec des techniques sophistiquées d'écriture. 
Les travaux de Choe sont variés, mais généralement se fondent dans des contextes politiques. Avec cette neige grise et sale (Hoesaek nunsaram) est raconté par une jeune femme évoluant dans les années 1980 avec les turbulences des mouvements de démocratisation. Ses récits Il surveille son père (Abeoji-ui gamsi) et Une fenêtre sans voix (Beong-eori chang) montrent la douleur des familles séparées par la guerre de Corée et la fracture de la nation. Choe, cependant, maintient dans ses récits de longs passages où elle décrit la vie intérieure de ses personnages, même quand ils sont pris dans les grands drames de l'histoire. Le style narratif de Choe, avec la description du monde intérieur de ses personnages, est souvent proche du surréalisme. 
Beaucoup de ses œuvres, y compris  Là-bas, sans bruit tombe un pétale  (Jeogi hanjeom kkonnipi jigo, 1988), Avec cette neige grise et sale (Hoesaek nunsaram, 1991), et Chuchotement, chuchotement (Soksagim soksagim, 1993), sont des représentations semi-autobiographiques des événements entourant le soulèvement de Gwangju. Son travail datant de 1994 Le dernier des Hanako a remporté le prix littéraire Yi Sang. 
Le travail de Choe est à la fois élégant et émotionnel, et aborde généralement les dommages psychologiques créés par l'après Seconde Guerre Mondiale (et en particulier par la Guerre de Corée).

## Récompenses
- 1992 : Prix Dong-in pour 회색 눈사람 Avec cette neige grise et sale[8]
- 1994 : Prix Yi Sang pour 하나코는 없다 Hanako n'existe pas [8]
- 1994 : Prix Daesan de la traduction avec Patrick Maurus pour La Place (광장) de Choi In-hun